# Conselice
Conselice (Cunsèls auf Romagnol) ist eine Gemeinde mit 9637 Einwohnern (Stand 31. Dezember 2023) in der Provinz Ravenna in der italienischen Region Emilia-Romagna, sie liegt 46 km östlich von Bologna und 38 km westlich von Ravenna.

## Geographie
Conselice liegt in der Po-Ebene südlich des Deltas des Po. Durch das Gemeindegebiet fließt der Sillaro.
Es grenzt an die folgenden Gemeinden: Alfonsine, Argenta (FE), Imola (BO), Lugo, Massa Lombarda.

## Geschichte
In der Antike lag die Stadt mit dem Namen Caput Silicis an einer Lagune mit Verbindung zu Adria. Caput Silicis, bedeutet in etwa „Am Ende des Via Silicis“, wobei „Silicis“ Kies bezeichnet. Sie war eine Hafenstadt, die wichtig für den Handel mit Stadt, einer alten Stadt der Etrusker war, und lag am Ende der Via Selice, einer römischen Straße, die sich mit der Via Aemilia kreuzt. Das erste bekannte Dokument, in der die Stadt als portus de capite selcis bezeichnet wird, stammt aus dem Jahre 1084 n. Chr. In dieser Zeit gehörte die Stadt zu Imola, das über den Hafen den Handel mit Venedig abwickelte.
Im 14. Jahrhundert kam Conselice an den Kirchenstaat, der es festungsartig ausbaute. Bereits 1395 fiel es an die Este aus Ferrara. 1598 kam es erneut an den Kirchenstaat, bis es sich 1859 nach einem Referendum dem neuen Königreich Italien anschloss.

## Bevölkerungsentwicklung
| Jahr      | 1861 | 1881 | 1901 | 1921 | 1936 | 1951 | 1971 | 1991 | 2001 | 2011 |
| --------- | ---- | ---- | ---- | ---- | ---- | ---- | ---- | ---- | ---- | ---- |
| Einwohner | 5440 | 6860 | 7718 | 8659 | 9120 | 9598 | 9758 | 9075 | 8822 | 9837 |

Quelle: ISTAT

## Politik
Paola Pula (PD) wurde 2014 zur Bürgermeisterin gewählt. Sie löste Maurizio Filippucci (PD) ab, der seit Juni 2004 Bürgermeister war.

### Partnerstadt
- Bourgoin-Jallieu in der Region Auvergne-Rhône-Alpes

## Söhne und Töchter des Ortes
Conselice ist der Geburtsort des Dichters und Revolutionärs Eleuterio Felice Foresti, später Professor an der Columbia University und Universität der Stadt New York (1842), sowie USA Consulargenereal in Genoa (1856). Zwei örtliche öffentliche Schulen sind ihm gewidmet.